# Wołodymyr Malkosz
Wołodymyr Malkosz (Małkosz, ur. 12 stycznia 1924 w Przemyślu, zm. 1 listopada 2009) – podoficer 14 Dywizji Grenadierów SS i UPA, przewodniczący Bractwa Weteranów 14 Dywizji SS w Iwano-Frankiwsku.

## Życiorys
Urodził się w rodzinie robotniczej. Uczęszczał do szkoły sióstr bazylianek w Przemyślu-Zasaniu. W 1935 rozpoczął naukę w gimnazjum w Przemyślu z ukraińskim językiem wykładowym. W 1940 przeniósł się do gimnazjum w Jarosławiu, które ukończył w 1942. Jego ojciec był żołnierzem Ukraińskich Strzelców Siczowych, Ukraińskiej Armii Halickiej oraz Armii URL.
Wołodymyr Malkosz w wieku 19 lat, w maju 1943, wstąpił do 14 Dywizji – w rejonie rekrutacji Przemyśl. 18 czerwca 1943 po wiecu we Lwowie, udał się pociągiem wraz z pozostałymi ochotnikami do Brna, w celu pobrania umundurowania oraz przeszkolenia wojskowego. Szkolenie ukończył wiosną 1944 i otrzymał przydział podoficerski do artylerii przeciwpancernej. Po bitwie pod Brodami wstąpił do UPA. Aresztowany przez NKWD 10 stycznia 1946, został skazany na 15 lat ciężkich robót, i 5 lat pozbawienia praw publicznych. Został skierowany do łagru koło Norylska, brał udział w powstaniu norylskim. Zwolniony z łagru w 1956 w czasie chruszczowowskiej odwilży przyjechał na Ukrainę do Iwano-Frankiwska, gdzie mieszkali jego rodzice wysiedleni z Przemyśla.

## Publikacje
- Malkosh V. "Ukrainska dyviziia "Halychyna" v svitli 'legionovoi' polityky XX storichia." Ivano Frankivsk: 2007.[2] ISBN 978-966-668-145-7